# Microcosmus vulgaris
Microcosmus vulgaris är en sjöpungsart som beskrevs av Heller 1877. Microcosmus vulgaris ingår i släktet Microcosmus och familjen lädermantlade sjöpungar. Inga underarter finns listade i Catalogue of Life.